# 4 Dywizja Zapasowa (Cesarstwo Niemieckie)
4 Dywizja Zapasowa (niem. 4. Ersatz-Division) – niemiecki związek taktyczny okresu Cesarstwa Niemieckiego, zmobilizowany w sierpniu 1914.

## Skład po mobilizacji
- 9. gemischte Ersatz-Brigade
  - Brigade-Ersatz-Bataillon Nr. 9
  - Brigade-Ersatz-Bataillon Nr. 10
  - Brigade-Ersatz-Bataillon Nr. 11
  - Brigade-Ersatz-Bataillon Nr. 12
  - Kavallerie-Ersatz-Abteilung/III. Armeekorps
  - Feldartillerie-Ersatz-Abteilung Nr. 18 (Ersatz-Abteilung/Feldartillerie-Regiment Nr. 18)
  - Feldartillerie-Ersatz-Abteilung Nr. 39 (Ersatz-Abteilung/Feldartillerie-Regiment Nr. 39)
  - 2. Ersatz-Kompanie/Brandenburgisches Pionier-Bataillon Nr. 3
- 13. gemischte Ersatz-Brigade
  - Brigade-Ersatz-Bataillon Nr. 13
  - Brigade-Ersatz-Bataillon Nr. 14
  - Brigade-Ersatz-Bataillon Nr. 15
  - Brigade-Ersatz-Bataillon Nr. 16
  - Kavallerie-Ersatz-Abteilung/IV. Armeekorps
  - Feldartillerie-Ersatz-Abteilung Nr. 40 (Ersatz-Abteilung/Feldartillerie-Regiment Nr. 40)
  - Feldartillerie-Ersatz-Abteilung Nr. 75 (Ersatz-Abteilung/Feldartillerie-Regiment Nr. 75)
  - 1. Ersatz-Kompanie/Magdeburgisches Pionier-Bataillon Nr. 4
- 33. gemischte Ersatz-Brigade
  - Brigade-Ersatz-Bataillon Nr. 33
  - Brigade-Ersatz-Bataillon Nr. 34
  - Brigade-Ersatz-Bataillon Nr. 35
  - Brigade-Ersatz-Bataillon Nr. 36
  - Brigade-Ersatz-Bataillon Nr. 81
  - Kavallerie-Ersatz-Abteilung Wandsbeck/IX. Armeekorps
  - Feldartillerie-Ersatz-Abteilung Nr. 45 (Ersatz-Abteilung/Feldartillerie-Regiment Nr. 45)
  - Feldartillerie-Ersatz-Abteilung Nr. 60 (Ersatz-Abteilung/Feldartillerie-Regiment Nr. 60)
  - 1. Ersatz-Kompanie/Schleswig-Holsteinsiches Pionier-Bataillon Nr. 9

## Skład 15 lipca 1915
- 9. Ersatz-Infanterie-Brigade
  - Infanterie-Regiment Nr. 359
  - Infanterie-Regiment Nr. 360
- 13. Ersatz-Infanterie-Brigade
  - Infanterie-Regiment Nr. 361
  - Infanterie-Regiment Nr. 362
- Kavallerie-Ersatz-Eskadron Nr. 4
- 4. Ersatz-Feldartillerie-Brigade
  - Feldartillerie-Regiment Nr. 90
  - Feldartillerie-Regiment Nr. 91
- Pionier-Kompanie Nr. 303
- Pionier-Kompanie Nr. 304
- Pionier-Kompanie Nr. 305

## Skład 1 marca 1918
- 13. Ersatz-Infanterie-Brigade
  - Infanterie-Regiment Nr. 360
  - Infanterie-Regiment Nr. 361
  - Infanterie-Regiment Nr. 362
- 3. Eskadron/Magdeburgisches Husaren-Regiment Nr. 10
- Artillerie-Kommandeur 139
  - Feldartillerie-Regiment Nr. 90
  - Fußartillerie-Bataillon Nr. 119 (from August 17, 1918)
- Pionier-Bataillon Nr. 504
  - Pionier-Kompanie Nr. 304
  - Pionier-Kompanie Nr. 305
  - Minenwerfer-Kompanie Nr. 161
- Divisions-Nachrichten-Kommandeur 554